# Mycose cutanée (maladie professionnelle)
Les mycoses cutanées peuvent être reconnue comme maladie professionnelle dans certains pays, sous condition.
Cet article relève du domaine de la législation sur la protection sociale et a un caractère plus juridique que médical. 
Pour la description clinique de la maladie se reporter à l'article suivant :

## Législation enFrance

### Régime général
| Fiche Maladie professionnelle | Fiche Maladie professionnelle | Fiche Maladie professionnelle |
| Ce tableau définit les critères à prendre en compte pour qu'une mycose soit prise en charge au titre de la maladie professionnelle                                                                                      | Ce tableau définit les critères à prendre en compte pour qu'une mycose soit prise en charge au titre de la maladie professionnelle | Ce tableau définit les critères à prendre en compte pour qu'une mycose soit prise en charge au titre de la maladie professionnelle |
| Régime Général. Date de création : 18 février 1967 | Régime Général. Date de création : 18 février 1967                                                                                 | Régime Général. Date de création : 18 février 1967 |
| Tableau N° 46 RG | Tableau N° 46 RG | Tableau N° 46 RG |
| Mycoses cutanées d'origine professionnelle | Mycoses cutanées d'origine professionnelle                                                                                         | Mycoses cutanées d'origine professionnelle |
| --- | --- | --- |
| Désignation des Maladies | Délai de prise en charge | Liste indicative des principaux travaux susceptibles de provoquer ces maladies |
| La nature mycosique de l'atteinte doit être confirmée par examen direct et culture. | | Maladies désignées en A, B, C |
| - A - Mycoses de la peau glabre Lésions érythémato-vésiculeuses et squameuses, circinées, appelées encore herpès circiné.                                                                                               | 30 jours | Travaux au contact des mammifères, exécutés dans les abattoirs, les chantiers d'équarrissage, les ménageries, les élevages, les animaleries, les garderies d'animaux, les laboratoires où sont utilisés des animaux d'expérience ; travaux de soins et de toilettage. |
| - B - Mycoses du cuir chevelu Plaques squameuses du cuir chevelu supportant un mélange de cheveux sains et de cheveux cassés courts, accompagnés quelquefois d'une folliculite suppurée (Kérion).                       | 30 jours | Travaux exécutés dans les brasseries et les laiteries relevant du régime général des salariés du commerce et de l'industrie. |
| - C - Mycoses des orteils | | |
| Lésions érythémato-vésiculeuses et squameuses avec fissuration des plis interdigitaux, ou aspect blanc nacré, épaissi de l'épiderme digital ou interdigital accompagné ou non de décollement, de fissures épidermiques. | 30 jours | Travaux exécutés dans les bains et piscines : surveillance de baignade, application de soins dans les stations thermales, les établissements de rééducation. |
| Ces lésions peuvent atteindre un ou plusieurs orteils, s'accompagner éventuellement d'onyxis (généralement du gros orteil)                                                                                              | | |
| Date de mise à jour : 7 mai 1988 | | |

| Fiche Maladie professionnelle | Fiche Maladie professionnelle | Fiche Maladie professionnelle |
| Ce tableau définit les critères à prendre en compte pour qu'un onyxis ou un périonyxis soit pris en charge au titre de la maladie professionnelle | Ce tableau définit les critères à prendre en compte pour qu'un onyxis ou un périonyxis soit pris en charge au titre de la maladie professionnelle | Ce tableau définit les critères à prendre en compte pour qu'un onyxis ou un périonyxis soit pris en charge au titre de la maladie professionnelle                                 |
| Régime Général. Date de création : 19 novembre 1983 | Régime Général. Date de création : 19 novembre 1983                                                                                               | Régime Général. Date de création : 19 novembre 1983 |
| Tableau N° 77 RG | Tableau N° 77 RG | Tableau N° 77 RG |
| Périonyxis et onyxis | Périonyxis et onyxis | Périonyxis et onyxis |
| --- | --- | --- |
| Désignation des Maladies | Délai de prise en charge | Liste indicative des principaux travaux susceptibles de provoquer ces maladies |
| Atteinte des doigts : Inflammation périunguéale, douloureuse d'origine infectieuse accompagnée ou non de modifications de l'ongle telles que fissurations, striations, dentelures du bord libre, coloration brunâtre, onycholyse.                                | 7 jours | Manipulation et emploi des fruits sucrés et de leurs résidus. Préparation, manipulation et emploi des jus de fruits sucrés, notamment lors des travaux de plonge en restauration. |
| Atteinte des orteils : Onyxis localisé habituellement au seul gros orteil, caractérisé par des déformations de l'ongle telles que destruction totale ou partielle, épaississement, striations, fissurations, accompagnées d'hyperkératose sous ou péri-unguéale. | 30 jours | Travaux en mines souterraines, chantiers du bâtiment, chantiers de travaux publics. Travaux dans les abattoirs au contact des animaux et leurs viscères.                          |
| Date de mise à jour : 17 septembre 1989 | | |

### Régime agricole
| Fiche Maladie professionnelle | Fiche Maladie professionnelle | Fiche Maladie professionnelle |
| Ce tableau définit les critères à prendre en compte pour qu'une mycose soit prise en charge au titre de la maladie professionnelle | Ce tableau définit les critères à prendre en compte pour qu'une mycose soit prise en charge au titre de la maladie professionnelle | Ce tableau définit les critères à prendre en compte pour qu'une mycose soit prise en charge au titre de la maladie professionnelle |
| Régime Agricole. Date de création : 18 février 1967 | Régime Agricole. Date de création : 18 février 1967                                                                                | Régime Agricole. Date de création : 18 février 1967 |
| Tableau N° 15 RA | Tableau N° 15 RA | Tableau N° 15 RA |
| MYCOSES CUTANEES, PERIONYXIS ET ONYXIS D'ORIGINE PROFESSIONNELLE | MYCOSES CUTANEES, PERIONYXIS ET ONYXIS D'ORIGINE PROFESSIONNELLE                                                                   | MYCOSES CUTANEES, PERIONYXIS ET ONYXIS D'ORIGINE PROFESSIONNELLE |
| --- | --- | --- |
| Désignation des Maladies | Délai de prise en charge | Liste indicative des principaux travaux susceptibles de provoquer ces maladies |
| La nature mycosique de l'atteinte doit être confirmée par examen direct et culture. | | Maladies désignées en A, B, C |
| - A - Mycoses de la peau glabre Lésions érythémato-vésiculeuses et squameuses, circinées, appelées encore herpès circiné. | 30 jours | Maladies désignées en A, B, C : Travaux exposant au contact de mammifères d'élevage, vivants ou tués : - élevages, animaleries, garderies d'animaux, ménageries ; - abattoirs, chantiers d'équarrissage. Travaux exécutés dans les brasseries et laiteries. |
| - B - Mycoses du cuir chevelu Plaques squameuses du cuir chevelu supportant un mélange de cheveux sains et de cheveux cassés courts, accompagnés quelquefois d'une folliculite suppurée (Kérion).                                                                | 30 jours | |
| - C - Mycoses des orteils | | |
| Lésions érythémato-vésiculeuses et squameuses avec fissuration des plis interdigitaux, ou aspect blanc nacré, épaissi de l'épiderme digital ou interdigital accompagné ou non de décollement, de fissures épidermiques.                                          | 30 jours | Maladies désignées en C : Travaux en milieu aquatique. |
| Ces lésions peuvent atteindre un ou plusieurs orteils, s'accompagner éventuellement d'onyxis (généralement du gros orteil) | | |
| D - Périonyxis et onyxis des doigts : Inflammation périunguéale, douloureuse, d'origine infectieuse accompagnée ou non de modifications de l'ongle telles que fissurations, striations, dentelures du bord libre, coloration brunâtre, onycholyse.               | 7 jours | Manipulation et emploi des fruits sucrés et de leurs résidus. Préparation, manipulation et emploi des jus de fruits sucrés. Travaux de plonge en restauration.                                                                                              |
| E - Onyxis des orteils : Onyxis localisé habituellement au seul gros orteil, caractérisé par des déformations de l'ongle telles que destruction totale ou partielle, épaississement, striations, fissurations accompagnées d'hyperkératose sous ou périunguéale. | 30 jours | Travaux en galeries souterraines (percement), chantiers du bâtiment, chantiers de terrassement. Travaux dans les abattoirs au contact des animaux et de leurs viscères.                                                                                     |
| Date de mise à jour : 21 aout 1993 | | |

## Dermatophytoses

### Étiologie
Les dermatophytoses (ou dermatophytie ou dermatomycose) sont des infections de la peau ou des phanères dues à des champignons microscopiques filamenteux : les dermatophytes. Ils appartiennent à 3 genres, Trichophyton, Microsporum et Epidermophyton. 
Ces champignons sont kératinophiles, ils ont une prédilection pour la kératine de la couche cornée de la peau, des poils, des cheveux et des ongles chez l'être humain, de la peau, des poils et des griffes chez l'animal. 
Ils sont responsables d'infections cutanées superficielles de la peau et des phanères mais respectent toujours les muqueuses. 
Les dermatophytes sont toujours pathogènes, absents de la flore commensale permanente ou transitoire de la peau.

### Données professionnelles
Les dermatophytes, responsables en particulier des teignes et kérion peuvent être transmises de l'animal à l'homme pour les éleveurs ou les ouvriers d'abattoirs.
Certaines mycoses peuvent être transmises par contact de surfaces contaminées avec la peau humide (travail en milieu aquatique tel que piscines).
Les lésions des ongles (onyxis et périonyxis) sont favorisés par le contact des doigts avec des produits sucrés.

### Données médicales

#### Les teignes
Ce sont des lésions dues à l'atteinte des cheveux ou des poils.
- Teignes tondantes sèches

provoquent des plaques d'alopécie sur le cuir chevelu. Le bulbe du cheveu n'est pas atteint et les cheveux sont cassés courts à quelques mm. Ils atteignent surtout les enfants. La guérison est spontanée après la puberté. Il en existe deux sortes :
- les teignes tondantes sèches microsporiques. La plus fréquente est due à M. Canis. Il existe une forme d'Extrême-Orient due à M. ferrugineum. Les plaques sont peu nombreuses (1 à 4) et de grandes tailles (4 à 7 cm).
- les teignes tondantes sèches trichophytiques, très contagieuses. Les plaques sont beaucoup plus nombreuses et plus petites (5 mm). Le cheveu est cassé plus court.
- Teignes faviques

dues à T. schoenleini, anthropophile, chez l'enfant et l'adulte, cosmopolite mais de plus en plus rare en France. La teigne favique (ou favus) débute par une tâche érythémato-squameuse et évolue après des mois vers des plaques crouteuses et un godet favique de quelques mm, centré par un cheveu. La fusion de plusieurs godets réalise une croûte favique. Lorsque les cheveux tombent, ils forment une plaque d'alopécie définitive. Le favus ne guérit pas sans traitement.  Cette maladie touche le cuir chevelu, mais parfois le visage et d'autres régions du corps, avec des lésions " en godets" .
- Teignes suppurées

ou kérions de Celse. Rencontrées chez l'adulte et l'enfant, dues à des dermatophytes anthropo-zoophiles : T. mentagrophytes et T. verrucosum. Les kérions atteignent le cuir chevelu et les zones pileuses (notamment la barbe ou la moustache). Les cheveux ou les poils tombent mais repoussent.

#### Les épidermophyties
Ce sont des atteintes de la peau glabre. 
- Herpès circiné

La plus fréquente des épidermophyties, chez l'adulte et l'enfant : tache érythémato-squameuse qui s'étend de façon excentrique, la zone centrale devenant plus claire et cicatricielle, la périphérie étant rouge, squameuse ou vésiculaire. Unique ou multiples. Il existe des formes cliniques trompeuses. L'herpès circiné n'a rien à voir avec le virus de l'herpès (Herpès simplex virus).
- L'eczéma marginé de Hebra

C'est une atteinte du pli inguinal, d'aspect comparable à un herpès circiné, s'étendant rapidement, parfois de façon très importante, très prurigineuse.
- Intertrigo interdigito-plantaire

Les mycoses des pieds sont l'une des infections les plus courantes des pieds.

#### Les onyxis
C'est une lésion qui débute par une atteinte du bord libre de l'ongle, par une tache jaunâtre, d'extension lente. 

#### Les dermatophytides
Sont des manifestations allergiques à distance du foyer infectieux. L'aspect est celui d'une dyshidrose, mais peut aussi ressembler à un herpès circiné, bien que l'on ne retrouve aucun dermatophyte à cet endroit (lésion appelé aussi mycétide).  

### Diagnostic et traitement
Le diagnostic se fait après prélèvement(s), examen microscopique et cultures. Le traitement est en général à base de griséofulvine.